# Gynoplistia (Gynoplistia) nigriventris
Gynoplistia (Gynoplistia) nigriventris is een tweevleugelige uit de familie steltmuggen (Limoniidae). De soort komt voor in het Australaziatisch gebied.